# Mount Hale (Antarktika)
Mount Hale ist ein 3595 m hoher Berg im westantarktischen Ellsworthland. Er ragt 2,4 km nordwestlich des Mount Davis im Hauptkamm der Sentinel Range des Ellsworthgebirges auf.
Entdeckt wurde er von der sogenannten Marie Byrd Land Traverse Party, einer Mannschaft vorwiegend zur Erkundung des Marie-Byrd-Lands zwischen 1957 und 1958. Diese benannte den Berg nach Daniel Payne Hale (1926–2005), Mitglied dieser Mannschaft und Polarlichtphysiker auf der Byrd-Station.